# Carl Friedrich Merten
Carl Friedrich Merten (ur. 26 października 1874 w Demmin, zm. 24 grudnia 1945 w Kilonii) – doktor prawa, nadburmistrz Elbląga w latach 1910–1934.

## Życiorys
Pochodził z Demmin, gdzie urodził się 26 października 1874 roku. Następnie, do momentu wybrania na burmistrza Elbląga mieszkał w Poznaniu.
Na burmistrza został wybrany 23 grudnia 1909 roku. Wybór został zaakceptowany przez króla 6 lutego 1910 roku. Oficjalna inauguracja 12 letniej kadencji odbyła się 8 marca 1910 roku. Na uroczystość do Elbląga przybył z Gdańska Lothar Foerster. 14 października 1910 roku wraz z Carlem Ziesem został wybrany do gdańskiego sejmiku rejencyjnego. 16 czerwca 1913 roku został mu nadany tytuł nadburmistrza. Został wybrany na drugą kadencję 8 marca 1922 roku.
W swojej działalności dbał o rozwój mieszkalnictwa oraz o kulturę i szkoły. Za jego kadencji do Elbląga zostało przyłączone: Winnica (1912), Kolonia Pangritza (1912), Dębica (1928) oraz inne tereny. Za jego kadencji w 1929 roku utworzono Jahnschule, która była jedną z najnowocześniejszych szkół w Elblągu. Był także zwolennikiem ochrony przyrody, sprzeciwiał się wycinaniu wiekowych drzew.
W 1933 odmówił wstąpienia do NSDAP. Uważał, że jako burmistrz nie może być członkiem partii politycznej. Prawdopodobnie przez to nie został wybrany na trzecią kadencję, gdyż Erich Koch uznał to za warunek konieczny do jego reelekcji. Dodatkowo był on także członkiem elbląskiej loży masońskiej Constantia.
Po odejściu z urzędu przeniósł się z rodziną do Kilonii. W 1937 roku został zaproszony na obchody 700-lecia Elbląga. Zmarł w Kilonii 24 grudnia 1945 roku.

## Życie prywatne
Miał syna Karla Friedricha Mertena. Mieszkał w kamienicy przy Jacobstrasse 5 (ul. Krótka).